# Bariumveldspaten
Bariumveldspaten vormen een groep mineralen, verwant aan de veldspaten, waarin barium de rol van kalium, natrium of calcium heeft overgenomen.
De ideale leden van de groep bariumveldspaten zijn celsiaan (BaAl2Si2O8) en hyalofaan [(K,Na,Ba)AlSi3O8]. Er komen ook bariumhoudende alkaliveldspaten voor; bariumhoudende plagioklazen zijn uiterst zeldzaam. Men kent wel BaNaAl4Si4O16 (banalsiet), maar dit heeft geen veldspaatstructuur. 

## Structuur
Hyalofaan en celsiaan hebben meestal een monokliene structuur. Indien het bariumgehalte laag is, kunnen trikliene structuren voorkomen. Naast deze vormen kent men ook een orthorombisch celsiaan (paracelsiaan) en een hexagonale hoge-temperatuurvorm. Deze orthorombische en hexagonale vormen zijn echter in structurele zin ook geen veldspaten meer.

## Vindplaatsen
Bariumveldspaten zijn zeldzaam. Ze zijn tot nu toe het meest gevonden in mangaanrijke gesteenten. Bekende vindplaatsen zijn de Kasomijn in Japan, Broken Hill in New South Wales (Australië) en de Benalltmijn in Gwynedd.